# Вощинин, Платон Сергеевич
Платон Сергеевич Вощинин (1850 — 1915) — деятель правоохранительных органов Российской империи, сыщик, начальник Санкт-Петербургской сыскной полиции, статский советник.

## Биография
Из семьи потомственных дворян, окончил Нежинский лицей князя А. А. Безбородко. Поступил на службу в канцелярию Волынского губернатора, у П. А. Грессера, в дальнейшем столичного градоначальника. Во время русско-турецкой войны отправлен в распоряжение Временного русского управления в Болгарии, где занимался налаживанием почтово-телеграфной связи. В 1879 вернулся в Волынскую губернию, где продолжил службу по почтовому ведомству. В 1882 переведён в столицу и в 1885 году назначен на должность делопроизводителя в Главном управлении почт и телеграфов. Исправляющий должность начальника столичной сыскной полиции с 14 июля 1889 по 19 сентября 1889, затем утверждён в должности, и являлся начальником до 15 июля 1896. Не служивший до назначения в царской полиции, имел привычку применять рукоприкладство в отношении задержанных. При его руководстве с 1 июня 1890 начало функционировать антропометрическое бюро. После отставки с должности поселился по адресу набережная Екатерининского канала, дом 79, однако вскоре переехал в Житомир, где купил за десять тысяч рублей дом по адресу Большая Петербургская улица, дом 37. Последние пятнадцать лет жизни тяжело болел целым рядом болезней.

## Семья
- Брат — Александр Сергеевич Вощинин, офицер царской армии.
- Жена — Парасковия Александровна Вощинина (до замужества Воеводина).
  - Владимир Платонович Вощинин (26 мая 1882 — 1965) — географ, профессор Ленинградского университета.[1]
  - Наталья Платоновна Вощинина (16 января 1875 — ????), в замужестве Плесковская.
  - Людмила Платоновна Вощинина (20 мая 1883 — ????), в замужестве Квашнина-Самарина.